# Mendonciaceae
Mendonciaceae is een botanische naam, voor een familie van eenzaadlobbige planten. Een familie onder deze naam wordt zelden erkend door systemen van plantensystematiek, maar wel door het Cronquist systeem (1981), die de familie plaatste in de orde Scrophulariales.
Het gaat dan om een kleine familie. Tegenwoordig worden deze planten ingevoegd in de familie Acanthaceae.